# Xã Red Fork, Quận Desha, Arkansas
Xã Red Fork (tiếng Anh: Red Fork Township) là một xã thuộc quận Desha, tiểu bang Arkansas, Hoa Kỳ. Năm 2010, dân số của xã này là 793 người.